# Comuna Helsingborg
Helsingborg (Helsingborgs kommun) este o comună din comitatul Skåne län, Suedia, cu o populație de 132.989 locuitori (2013).

## Geografie

### Zone urbane
Lista celor mai mari zone urbane din comună (anul 2015) conform Biroului Central de Statistică al Suediei:
| Nr | Zona urbană | Pop.    |
| -- | ----------- | ------- |
| 1  | Helsingborg | 104.250 |
| 2  | Rydebäck    | 5.904   |
| 3  | Ödåkra      | 5.231   |
| 4  | Hittarp     | 4.545   |
| 5  | Påarp       | 2.932   |
| 6  | Bårslöv     | 2.753   |
| 7  | Mörarp      | 1.935   |
| 8  | Gantofta    | 1.322   |
| 9  | Vallåkra    | 800     |
| 10 | Kattarp     | 732     |

## Demografie
| \| Evoluția demografică în comuna Helsingborg, 1970–2015 \| Evoluția demografică în comuna Helsingborg, 1970–2015 \| Evoluția demografică în comuna Helsingborg, 1970–2015 \| Evoluția demografică în comuna Helsingborg, 1970–2015 \| Evoluția demografică în comuna Helsingborg, 1970–2015 \| \| ----------------------------------------------------------------------------------------------------- \| ----------------------------------------------------- \| ----------------------------------------------------- \| ----------------------------------------------------- \| ----------------------------------------------------- \| \| An \| \| \| Locuitori \| \| \| 1970 \| 1970 \| \| 100396 \| 100396 \| \| 1975 \| 1975 \| \| 101685 \| 101685 \| \| 1980 \| 1980 \| \| 101956 \| 101956 \| \| 1985 \| 1985 \| \| 105468 \| 105468 \| \| 1990 \| 1990 \| \| 109267 \| 109267 \| \| 1995 \| 1995 \| \| 114339 \| 114339 \| \| 2000 \| 2000 \| \| 117737 \| 117737 \| \| 2005 \| 2005 \| \| 122062 \| 122062 \| \| 2010 \| 2010 \| \| 129177 \| 129177 \| \| 2015 \| 2015 \| \| 137909 \| 137909 \| \| Sursa: SCB - Statistika Centralbyrån, Folkmängd efter region, civilstånd, ålder och kön. År 1968–2016 \| \| \| \| \| |      |  |           |        |
| Evoluția demografică în comuna Helsingborg, 1970–2015 |      |  |           |        |
| An |      |  | Locuitori |        |
| 1970 | 1970 |  | 100396    | 100396 |
| 1975 | 1975 |  | 101685    | 101685 |
| 1980 | 1980 |  | 101956    | 101956 |
| 1985 | 1985 |  | 105468    | 105468 |
| 1990 | 1990 |  | 109267    | 109267 |
| 1995 | 1995 |  | 114339    | 114339 |
| 2000 | 2000 |  | 117737    | 117737 |
| 2005 | 2005 |  | 122062    | 122062 |
| 2010 | 2010 |  | 129177    | 129177 |
| 2015 | 2015 |  | 137909    | 137909 |
| Sursa: SCB - Statistika Centralbyrån, Folkmängd efter region, civilstånd, ålder och kön. År 1968–2016 |      |  |           |        |